# Dream Boy
Pour plus de détails, voir Fiche technique et Distribution.
Dream Boy est un film américain réalisé par James Bolton, sorti en 2008.

## Synopsis
L'histoire se déroule dans une ville située quelque part au sud des États-Unis, en Louisiane, où la famille du jeune Nathan vient s'installer après plusieurs déménagements. Le jeune homme[réf. souhaitée], rêveur et solitaire fait la rencontre de son voisin Roy, un peu plus âgé que lui, avec qui il se lie d'amitié. Au fil des rencontres, leur affection se mue en amour et chacun découvre avec plus ou moins de mal le plaisir d'être avec l'autre, tout en affrontant leurs peurs, leurs démons et la crainte d'être découverts.
L'aventure se déroule à peu près sans encombre jusqu’à ce que Roy et ses amis invitent Nathan à aller camper dans les bois...

## Fiche technique
- Titre original : Dream boy
- Réalisation : James Bolton
- Scénario : James Bolton, Jim Grimsley (auteur du roman éponyme dont est inspiré le film)
- Musique : Richard Buckner
- Producteurs : James Bolton et Herb Hamsher
- Budget : 1 200 000 $[1]
- Sociétés de production : Garbus Kroupa Entertainment
- Pays :  États-Unis
- Langue d'origine : anglais
- Format : couleur - 35 mm - 1,85:1 - son Dolby Digital
- Genre : Drame
- Durée : 1h26
- Dates de sortie : 
  -  États-Unis : 24 octobre 2008 (Festival international du film de Chicago)
  -  Allemagne : 11 décembre 2008
  -  Royaume-Uni : 6 juillet 2009 (vidéo)

## Distribution
- Stephan Bender : Nathan
- Maximillian Roeg : Roy
- Randy Wayne : Burke
- Owen Beckman : Randy
- Thomas Jay Ryan : Harland Davies
- Diana Scarwid : Vivian Davies
- Rooney Mara : Evelyn
- Rickie Lee Jones : La mère de Roy